# Cardiophorus ruficollis
Espèce
Cardiophorus ruficollis est une espèce de coléoptères élatéridés que l'on rencontre en Europe continentale.

## Description
Ce petit coléoptère mesure de 5,5 à 7 millimètres de longueur avec un corps plat entièrement noir, sauf une large bande rousse transversale sur le pronotum qui donne son nom à l'espèce.